# Cloïssa d'Islàndia
La cloïssa d'Islàndia (Arctica islandica) és una espècie de mol·lusc bivalve de la família Veneridae. Poden viure més de 500 anys.

## Característiques
La conquilla mesura de 7 a 12,5 cm. Presenta forma circular; el periòstrac (coberta externa de la petxina) és de color marró fosc a negre; internament és suaument porcellada i no es distingeix en la petxina la cicatriu del si pal·lial.

## Història natural
Aquesta espècie és comunament comercialitzada; es captura mitjançant dragatge de la sorra a profunditats que oscil·len entre 1,5 m a 30 m de profunditat. Un espècimen d’Arctica islandica anomenat Ming, trobat l'any 2006, és l'animal, que es conegui, de més edat. Comptant els anells de la seva conquilla se li atribueixen 507 anys de vida. Tanmateix, va morir quan els científics el van obrir per investigar-lo.